# Thripadectes holostictus
Thripadectes holostictus là một loài chim trong họ Furnariidae.